# Бой у села Легедзино

Филиппов Родион Иванович — майор пограничных войск НКВД, начальник Отдельной Коломыйской пограничной комендатуры.
31 июля 1941 года руководил обороной села Легедзино

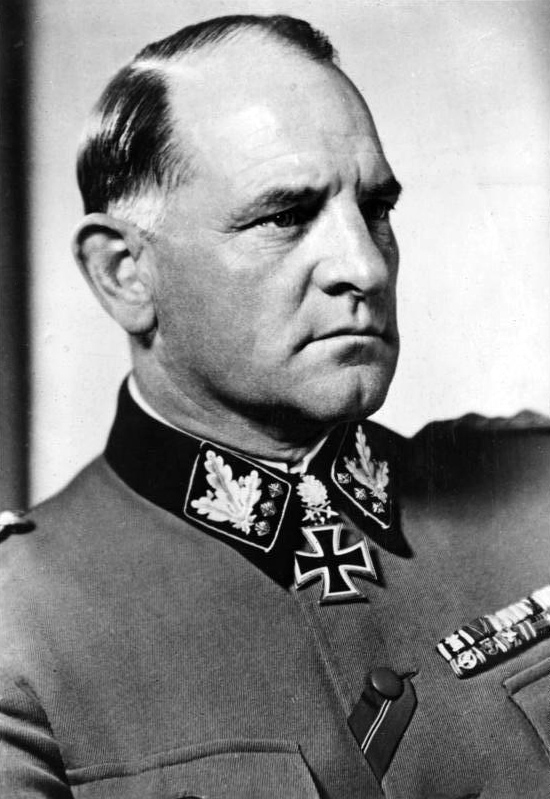
Йозеф Дитрих — обергруппенфюрер войск СС, командир моторизованной бригады «Лейбштандарт СС Адольф Гитлер».
31 июля 1941 руководил наступлением на село Легедзино

Бой у села Легедзино — эпизод Великой Отечественной войны 1941—1945 на начальном этапе, в ходе наступления группы армий «Юг» вермахта на территории СССР близ села Легедзино Черкасской области Украинской ССР. Бой известен тем, что против немецких войск были применены служебные собаки Окружной школы младшего начсостава служебного собаководства Украинского пограничного округа.
События и последствия боя стали известны благодаря воспоминаниям жителей села Легедзино, а также непосредственного участника боя, бывшего офицера Отдельной Коломыйской пограничной комендатуры Александра Ильича Фуки. Весной 1941 года лейтенант Фуки был назначен командиром комендантского взвода в указанной комендатуре. Кроме личных воспоминаний, Фуки собирал свидетельства выживших сослуживцев.

## Предыстория и разночтения в источниках
В первые недели операции «Барбаросса» немецкие войска группы армий «Юг», продвигаясь на восток, заняли Львов (30 июня), Тернополь и Житомир (10 июля). В дальнейшем боеспособные части РККА (6-й и 12-й армии Юго-Западного фронта и отдельные части Южного фронта Красной армии) попали в окружение (так называемый «Уманский котёл»), из которого выйти удалось лишь малой части: если в начале войны общая численность личного состава двух армий составляла порядка 130 тысяч человек, то из окружения вышли около 11 тысяч человек.
Приказом заместителя народного комиссара внутренних дел СССР по пограничным и внутренним войскам генерал-лейтенанта И. И. Масленникова от 26 июня 1941 года, все воинские части пограничных войск НКВД, отступившие под натиском противника от западной государственной границы СССР, были переформированы в части охраны тыла Действующей армии. Задачами таким частям ставились уничтожение диверсантов проникших в ближний тыл советских войск, а также поиск и задержание дезертиров. Отдельная Коломыйская пограничная комендатура Украинского пограничного округа, была переформирована в Отдельный батальон особого назначения при штабе 8-го стрелкового корпуса. Командиром батальона был назначен прежний командир пограничной комендатуры — майор Филиппов Родион Иванович.
В некоторых источниках указывается, что батальон был создан на основе Коломыйского пограничного отряда, и что им командовал майор Лопатин, что является неверным. Коломыйского пограничного отряда не существовало, а Отдельная Коломыйская пограничная комендатура не входила в состав пограничных отрядов, а подчинялась непосредственно командованию Украинского пограничного округа. Также в свидетельствах выживших в бою, нет упоминания о майоре с фамилией Лопатин.
Также в некоторых источниках имеются ошибочное название и дислокация окружной школы служебного собаководства. В СМИ она указывается как Львовская пограншкола служебного собаководства. В действительности она называлась Окружная школа младшего начсостава служебного собаководства, которая до начала войны дислоцировалась недалеко от железнодорожной станции Коломыя Станиславской области (ныне — Ивано-Франковская область). Штаб Украинского пограничного округа находился во Львове.
Ошибочными являются сведения в некоторых источниках, что в обороне штаба 8-го стрелкового корпуса принимали участие 500 пограничников. В действительности сводный отряд охраны штаба кроме пограничников включал в себя красноармейцев и состоял следующих подразделений:
- отдельный батальон особого назначения созданный на основе Отдельной Коломыйской пограничной комендатуры в составе 3 рот из 350 бойцов;
- зенитный дивизион из семи 76-мм зенитных орудий под командованием капитана Касаткина от 99-й стрелковой дивизии;
- взвод 45-мм противотанковых орудий под командованием младшего лейтенанта А.З. Кураша;
- сапёрная рота — около 50 бойцов;
- взвод связи;
- команда кинологов со служебными собаками от Окружной школы младшего начсостава служебного собаководства;
- одна бронемашина с экипажем.

Общая численность задействованных в обороне штаба корпуса составляла 500 человек. Руководство обороной штаба было поручено майору Филиппову.
Команда кинологов состояла из 25 бойцов и около сотни собак (в разных источниках называют разное количество — от 75 до 150). По свидетельству Александра Фуки, из офицеров Окружной школы младшего начсостава служебного собаководства, перед боем у села Легедзино, присутствовали только старший лейтенант Дмитрий Егорович Ермаков и его заместитель по политчасти младший политрук Виктор Дмитриевич Хазиков, поскольку всё начальство школы и других офицеров отозвали в Киев ещё 26 июля.
В конце июля немецкие войска получили приказ нанести удар по одному из центров руководства советскими войсками. Их целью стало село Легедзино (ныне в Черкасской области Украины), где дислоцировались штабы 8-го стрелкового корпуса под командованием генерал-майора Михаила Снегова и 72-й горно-стрелковой дивизии под командованием генерал-майора Павла Абрамидзе. Воспользовавшись тем что штаб корпуса находится на стыке двух его дивизий (72-й горнострелковой и 173-й стрелковой дивизии), немецкие войска решили воспользоватья благоприятной для них тактической обстановкой и предпринять атаку на штабы. Генерал-майор Снегов узнал о готовящемся ударе в ночь на 30 июля и дал распоряжение Филиппову предпринять меры к обороне села. За сутки пограничники и красноармейцы успели возвести запасные и ложные позиции, установив там неисправные орудия и миномёты. Исправные орудия, в том числе и зенитные, были подготовлены для стрельбы прямой наводкой. Сапёры выставили минные заграждения. В роще у села как резерв расположились бойцы школы служебного собаководства.
При организации обороны села майор Филиппов выставил на левый фланг 1-ю роту под командованием старшего лейтенанта Ерофеева, а на правый фланг 2-ю роту под командованием лейтенанта Фуки. 3-я рота под командованием старшего лейтенанта Клочко находилась на резервных позициях у командного пункта Филиппова. Также Филиппов организовал три резервные группы, на случай если противник осуществит прорыв позиций или совершит обход флангов и выйдет в тыл пограничникам.

## Ход боя
Для наступления на Легедзино, от моторизованной бригады СС «Лейбштандарт СС Адольф Гитлер» (через год развёрнута из бригады в одноимённую дивизию), которой командовал обергруппенфюрер СС Дитрих Йозеф, немцами были выставлены  следующие силы:
- 2 пехотных батальона;
- около 60 мотоциклов с пулемётами;
- танковый батальон из 30 танков;
- артиллерийский полк.

Согласно некоторым источникам численность боевой группы составляла около 2500 человек.
Утром 31 июля, от немецкой боевой группы в сторону села выдвинулся авангард из мотоциклов. Мотоциклисты были встречены плотным огнём и неся потери вынуждены были отступить. После этого со стороны немцев последовала короткая артиллерийская подготовка, по окончании которой противник начал наступать на село Легедзино пехотой и танками.
Оборонявшим село удалось уничтожить из орудий 4 танка, 1 танк на противотанковой мине и ещё 1 танк ручными гранатами. После этого немцы отступили и открыли артиллерийский огонь по выявленным позициям пограничников и красноармейцев. Немцам удалось уничтожить два 76-мм зенитных орудия и одно 45-мм противотанковое орудие вместе с их расчётами, а также три станковых и четыре ручных пулемёта. Во время артиллерийского обстрела генерал-майор Снегов получил ранения в ногу и руку. Командующий Южным фронтом генерал армии Иван Тюленев в оперативном порядке отправил самолёт для эвакуации Снегова, но он лететь отказался, предоставив места тяжелораненым бойцам и офицерам, и корреспонденту газеты «Красная звезда» Теодору Яковлевичу Лильину. Очерк Лильина «Героическая оборона штаба» был опубликован в газете уже 5 августа, что в итоге оказалось последним известием о частях 6-й и 12-й армий, которые вскоре оказались в полном окружении.
Группе немецких мотоциклистов удалось совершить обход с фланга позиций пограничников, где они они были своевременно замечены и уничтожены резервными группами отправленными Филипповым. Следующей группе немецких мотоциклистов удалось вклиниться в стык позиций 2-й и 3-й роты и прорвать оборону пограничников. Эта группа также была уничтожена резервными группами.
Спустя семь часов боя, уже во второй половине дня, немцам удалось подбить ещё три орудия. Из-за ослабления огня оборонявшихся, немцы пошли на сближение и атаковали позиции 1-й и 2-й роты пограничников. Ситуация стала критической и майор Филиппов вынужден был бросить в бой свой последний резерв: две резервные группы, три 76-мм орудия, одно 45-мм орудие и единственную бронемашину. Экипаж бронемашины выехав на открытое место, успел уничтожить один танк и тут же был подбит противником.
Немцы предприняли очередные атаки на село. В ходе 4-й по счёту атаки, немцы решили отвести танки и предпринять обход пехотой правого фланга. Им удалось приблизится к командному пункту Филиппова. Оборонящимся удалось на некоторое время отбросить противника плотным огнём из трофейных пулемётов и пистолет-пулемётов собранных бойцами 3-й роты у уничтоженных при прорыве и обходе мотоциклистов противника. В ходе 5-й последней атаки, немецкие солдаты начали обходить правый фланг обороны и опасно сблизились с позициями 3-й роты пограничников, у которых заканчивались боеприпасы и которые остались без поддержки артиллерии. Руководивший боем майор Филиппов, оценив критическую ситуацию, отдал приказ старшему лейтенанту Дмитрию Ермакову спустить собак на противника. Благодаря атаке собак и последовавшей панике у противника, удалось отразить наступление на штаб корпуса. В ходе боя многие собаки были убиты и ранены — в основном холодным оружием. Некоторые собаки не найдя своих кинологов, сбежали в лес. Сам Александр Фуки был ранен в ходе боя осколком мины и был эвакуирован подчинёнными.
В итоге бой продлился 14 часов до наступления темноты. К концу боя, к вечеру 30 июля, из 500 защитников штаба корпуса — в строю осталось около 150 бойцов. Потери пограничников и красноармейцев составили около 350 человек. Немцы потеряли в бою несколько сот человек и 13 танков.
Местным жителям после боя, разрешили захоронить погибших пограничников и их собак в братской могиле. Имеются обрывочные воспоминания селян о некоей раненой овчарке, которая приползла к одному из домов, обитатели которого её спрятали от немцев и вылечили.

## Итоги

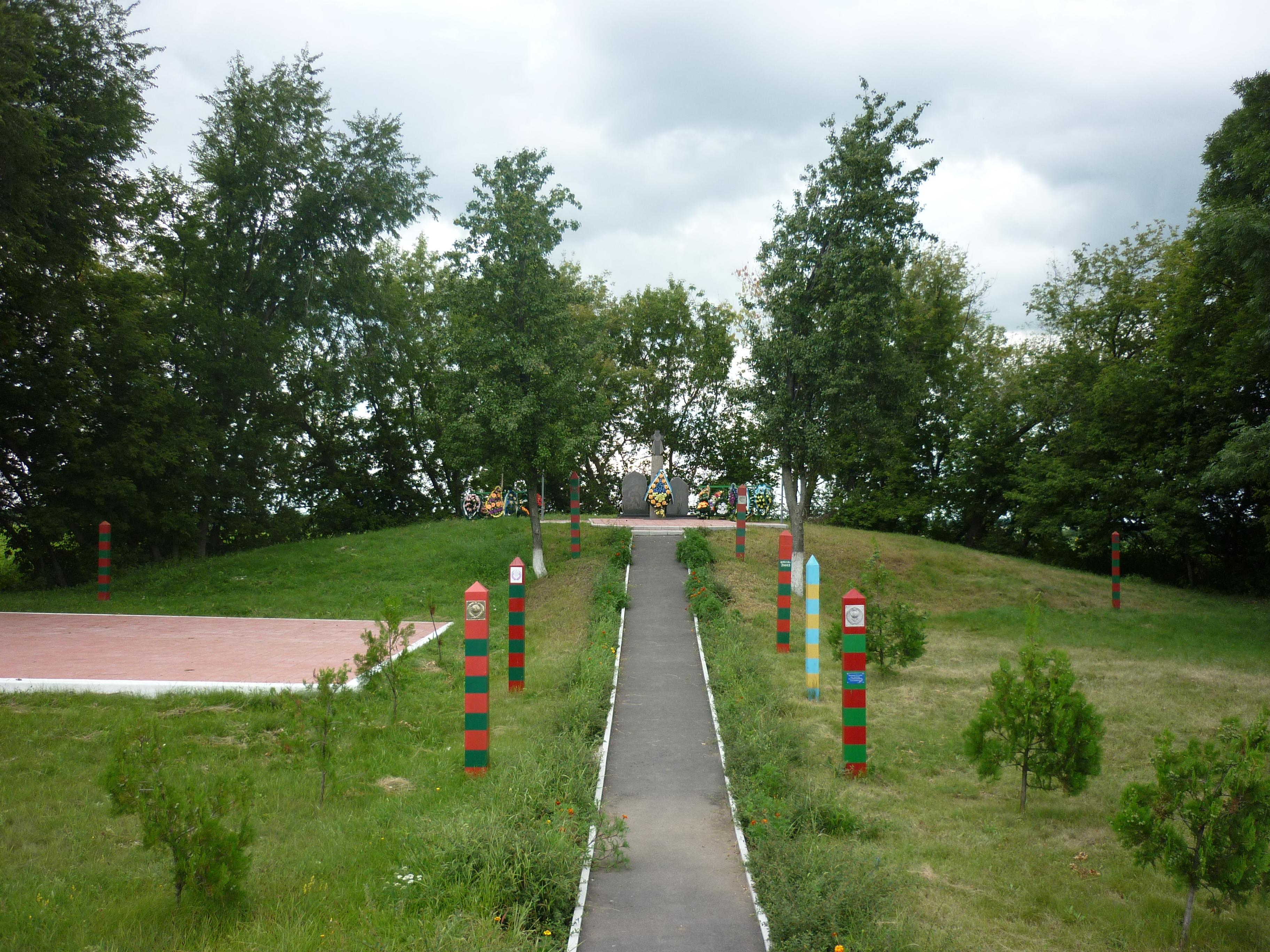
Общий вид памятника

Бой при обороне Легедзино, с использованием служебных собак, задержал немецкое наступление в сторону Киева более чем на сутки. Штаб 8-го корпуса успел выйти из-под окружения, но раненый генерал Снегов попал в плен. По данным советских историков, это произошло 6 августа в бою у села Копенковатое Кировоградской области, после того как командующий корпуса Снегов, получил очередное ранение в ногу и контузию. По данным немецких историков, пленение произошло 8 августа у села Подвысокое, в 6 километрах на северо-восток от села Копенковатое.
По цифрам потерь советских военнослужащих в бою под Легедзино, есть разночтения. В некоторых СМИ указывается что погибли все защитники штаба корпуса. При этом по свидетельству Александра Фуки, потери оборонявших штаб 8-го корпуса, составили больше половины от всего личного состава (350 из 500).
Командир отдельного батальона особого назначения майор Филиппов, погиб неделей позже 8 августа, в бою под селом Новоарханегельск Кировоградской области, при попытке вывести оставшихся бойцов из окружения. Всего из числа бойцов-пограничников Отдельного батальона особого назначения по окончании Великой Отечественной войны, выжили 8 военнослужащих, включая самого Фуки.
Долгие годы, до публикации в 1984 году книги Александра Фуки, случай применения собак в бою оставался в забвении.
В 1955-м году жители села Легедзино, Тальновского района Черкасской области Украины, собрали останки почти всех павших пограничников и красноармейцев при обороне села 31 июля 1941 года и перенесли их к сельской школе, возле которой и находится братская могила.
9 мая 2003 года, на братской могиле у села Легедзино был торжественно открыт мемориальный комплекс, созданный на добровольные пожертвования ветеранов Великой Отечественной войны из села Звенигородка, а также жителей окрестных сёл и районов. Памятник представляет собой два больших камня с изображением солдата в форме Красной армии и собаки.